# 大分県道624号山移大島線
大分県道624号山移大島線（おおいたけんどう624ごう やまうつりおおしません）は、大分県中津市を通る一般県道である。

## 概要
中津市耶馬溪町大字山移から中津市耶馬溪町大字大島を経由して、中津市耶馬溪町大字金吉に至る。

### 路線データ
- 起点：大分県中津市耶馬溪町大字山移[1]（大分県道28号森耶馬溪線交点）
- 終点：大分県中津市耶馬溪町大字金吉[1]（大分県道702号平原耶馬溪線交点）

## 歴史
- 1973年（昭和48年）4月2日 - 大分県告示第250号により県道山移大島線として路線認定[2]。
- 2017年（平成29年）
  - 7月7日 - 平成29年7月九州北部豪雨災害により、中津市耶馬溪町大字大島において法面崩落で通行止め、その後、片側交互通行となる[3]
  - 9月1日 - 片側交互通行が解除[3]。

## 路線状況

### 重複区間
- 耶馬溪広域農道（中津市耶馬溪町大字山移）

## 地理

### 通過する自治体
- 中津市

### 交差する道路
| 交差する道路                                             | 交差する場所     | 交差する場所 |
| -------------------------------------------------------- | ---------------- | ------------ |
| 大分県道28号森耶馬溪線                                   | 耶馬溪町大字山移 | 起点         |
| 耶馬溪広域農道 / メイプルファームロード耶馬 重複区間起点 | 耶馬溪町大字山移 |              |
| 耶馬溪広域農道 / メイプルファームロード耶馬 重複区間終点 | 耶馬溪町大字山移 |              |
| 国道212号 / 中津日田道路                                 | 耶馬溪町大字金吉 | [ 注釈 1 ]   |
| 大分県道702号平原耶馬溪線                                | 耶馬溪町大字金吉 | 終点         |

### 沿線
- 中津市立下郷小学校（終点付近）